# Istrianis femoralis
Istrianis femoralis is een vlinder uit de familie tastermotten (Gelechiidae). De wetenschappelijke naam is voor het eerst geldig gepubliceerd in 1876 door Staudinger.
De soort komt voor in Europa.